# Cumberland (Kentucky)
Cumberland is een plaats (city) in de Amerikaanse staat Kentucky, en valt bestuurlijk gezien onder Harlan County.

## Demografie
Bij de volkstelling in 2000 werd het aantal inwoners vastgesteld op 2611.
In 2006 is het aantal inwoners door het United States Census Bureau geschat op 2336, een daling van 275 (-10,5%).

## Geografie
Volgens het United States Census Bureau beslaat de plaats een oppervlakte van
11,9 km², geheel bestaande uit land.

## Plaatsen in de nabije omgeving
De onderstaande figuur toont nabijgelegen plaatsen in een straal van 20 km rond Cumberland.